# Франц Грдліцка
Франц Грдліцка (нім. Franz Hrdlicka; 15 жовтня 1920 — 25 березня 1945) — німецький льотчик-ас винищувальної авіації, гауптман люфтваффе. Кавалер Лицарського хреста Залізного хреста.

## Біографія
Після закінчення авіаційного училища направлений на службу в 77-у винищувальну ескадру. Учасник Німецько-радянської війни. З 18 грудня 1944 року — командир 1-ї групи 2-ї винищувальної ескадри. Зник безвісти 25 березня 1945 року, коли його літак (FW.190) не повернувся з бою. Останки Грдліцка були знайдені в 1951 році. Він був збитий американськими винищувачами.
Всього за час бойових дій здійснив понад 500 бойових вильотів і збив 96 літаків.

## Нагороди
- Нагрудний знак пілота
- Залізний хрест 2-го і 1-го класу
- Нагрудний знак «За поранення» в чорному
- Почесний Кубок Люфтваффе (13 вересня 1942)
- Німецький хрест в золоті (12 липня 1943)
- Лицарський хрест Залізного хреста (9 серпня 1944) — за 44 перемоги.
- Авіаційна планка винищувача в золоті з підвіскою